# Bill Bruford
William Scott (Bill) Bruford (Sevenoaks, 17 mei 1949) is een Britse drummer.
Bruford werd bekend als lid van Yes. Deze band verliet hij in 1972 om zich aan te sluiten bij King Crimson. Nadat deze groep in 1975 werd ontbonden speelde Bruford korte tijd bij live-optredens van Genesis. In 1978 richtte hij de band Bruford op, waarvan ook Jeff Berlin, Dave Stewart en Allan Holdsworth deel uitmaakten. Met deze band werden vier albums uitgebracht, waarbij Holdsworth op het laatste studioalbum werd vervangen door John Clark (die bij de band Quasar had gespeeld). Tussendoor maakte Bruford ook nog deel uit van U.K..
In 1980 sloot Bruford zich aan bij het heropgerichte King Crimson. In 1986 richtte hij wederom een eigen band op, Bill Brufords Earthworks, die meer dan de vorige bands op jazz gericht was. Deze band werd opgeheven in 2009. Tussendoor maakte hij deel uit van reünies van Yes en, nogmaals, King Crimson. Hij heeft ook twee albums gemaakt met pianovirtuoos Patrick Moraz (ook ex-Yes), maar niet in de periode waarin Bruford in Yes speelde.
Tussen 2004 en 2008 werkte Bruford samen met jazzpianist Michiel Borstlap.
In 2009 is Bruford met pensioen gegaan en gestopt met publieke optredens.
Op de in 2019 door het tijdschrift Rolling Stone gepubliceerde ranglijst van 100 beste drummers in de geschiedenis van de popmuziek kreeg Bill Bruford de 16e plaats toegekend.